# Tsavopurperbandhoningzuiger
De Tsavopurperbandhoningzuiger (Cinnyris tsavoensis; synoniem: Nectarinia tsavoensis) is een zangvogel uit de familie Nectariniidae (honingzuigers).

## Verspreiding en leefgebied
Deze soort komt voor van zuidelijk Somalië tot zuidelijk Soedan, Ethiopië, oostelijk Kenia en noordoostelijk Tanzania.